# Tuam
Tuam (irlandès: Tuaim, IPA: /tʃuːəm /) és una ciutat del Comtat de Galway (Irlanda). És a l'oest de la regió central d'Irlanda, i al nord de la ciutat de Galway.

## Història
El registre dels assentaments humans a Tuam es remunta a l'edat de bronze, quan una zona adjacent a la botiga Street va ser utilitzat com a cementiri. El nom de Tuam prové del terme llatí túmul o túmul funerari. L'antiga de la ciutat wasTuaim Da Nom Ghualann, és a dir, el túmul de les dues espatlles.
El nom es refereix probablement a les terres altes a cada costat del riu Nanny, amb vistes a un probable punt de travessar el riu Nanny (o Corchra). El 1875, l'enterrament d'una urna d'Edat de Bronze va ser descobert a la zona pels obrers, que daten de ca. 1500 aC. Una fotografia de vidre a principis encara existeix.
La història de Tuam com assentament data de principis del segle vi. La llegenda diu que un monjo anomenat Jarlath, o Iarlaith, que era un membre d'una comunitat religiosa a Cloonfush uns quatre quilòmetres a l'oest de Tuam i adjacent a l'assentament religiós en Kilbennon. Vida Jarlath resultar incerta com ell volia viatjar. Finalment, l'abat Jarlath de Sant Benan li va dir "Vés, i on mai no es trenca roda de carro, allà serà el lloc del seu nou monestir i el lloc de la seva resurrecció". Jarlath roda es va trencar a Tuam i va fundar un monestir, conegut com l'Escola de Tuam. Com era típic dels primers assentaments a Irlanda, es van establir els llocs de culte primer i ciutats van créixer al voltant d'ells. Així mateix, Tuam va créixer al voltant del monestir i ha mantingut la roda de carro trencat com a símbol heràldic.
En 1049, quan Aedh O'Connor va derrotar Amalgaid ua Flaithbertaigh, rei d'Iar Connacht, els O'Connor van esdevenir Rei de tots els Connacht, va construir un castell a Tuam i el va convertir en el seu principal bastió. Aquest esdeveniment va ser directament responsable de la consegüent pujada de la importància de la ciutat. El 1111, Tairrdelbach Ua Conchobair va esdevenir Gran Rei d'Irlanda per la força de les armes i fent de Tuam el centre de poder més prominent al seu estat al segle xii.
En el Sínode de Kells el 1152, el centre de govern també va esdevenir el centre eclesiàstic, com Tuam es va erigir en un Arquebisbat, amb Hugh O'Hession com el primer Arquebisbe.
Turlough Mór O'Connor, (Tairrdelbach Mac Ruaidrí Ua Conchobair) Gran rei d'Irlanda 1128-1156, va ser un gran mecenes de l'Església d'Irlanda i va ser gràcies al seu patrocini Tuam que va esdevenir la llar d'algunes obres mestres del segle 12 l'art celta. Turlough va ser succeït pel seu fill Ruaidrí (Rory), l'última nativa d'Alt Rei d'Irlanda. El 1164, Ruaidrí tenia un "meravellós castell" construït, amb un gran pati defensada per alts murs i massiva i un profund fossat en què el riu adjacent va ser desviat a través d'. Després de la destrucció de la primera catedral el 1184, Rory O'Connor Tuam esquerra i es va retirar a l'abadia de Cong, on es va confiar a l'Església dels objectes de valor de la Catedral a Tuam a la cura de l'abat. Aquesta Tuam esquerra com un petit recés de poca importància i no va ser fins a principis del segle 17 que va començar a créixer en importància de nou.
Al llarg de la història, Tuam ha estat un important centre comercial amb les fires i mercats que una part important del comerç a la regió. Un dels seus dates de fires el 1252 quan les cartes de patents van ser concedides a Arquebisbe MacFlynn per Henry III. Altres fires van ser autoritzats per les Cartes atorgades per Jaume I d'Anglaterra i Jordi III del Regne Unit.
El juliol de 1920, l'ajuntament i altres propietats van ser incendiades per homes armats Reial Policia d'Irlanda, després que dos havien mort en una emboscada estesa per l'Exèrcit Republicà Irlandès, prop de la ciutat el dia abans.

## Llocs d'interès
- Temple Jarlath a High Street, marca el lloc del primer assentament monàstic a Tuam, establert per al voltant de 526-527 dC Jarlath Jarlath temple està situat a prop del centre de la ciutat. Es marca el lloc d'un assentament monàstic dedicat a Sant Jarlath, patró de segle vi de Tuam. Les ruïnes supervivents inclouen un segle xiii a finals església parroquial que conté una finestra d'aquest estil de transició.
- El Museu Molí - Aquest molí de roda d'aigua prognatisme troba fora de la botiga Street, que té el seu origen en el segle xvii, va estar en funcionament fins al 1964. És el molí de blat de moro només es conserva a l'oest d'Irlanda. El complex Molino Museu, situat a la vora del riu Nanny, consisteix en el molí restaurat amb roda d'aigua de funcionament, un museu audiovisual i Oficina d'Informació Turística.
- Catedral de l'Assumpció - Arxidiòcesi de Tuam, al comtat de Galway.
- Catedral de Santa Maria - L'Església d'Irlanda es va construir la Catedral de 1861-1878, que incorpora un arc del segle 12 i el santuari, i un cor de segle 14.
- Castlehackett - Hackets Castell, prop de Tuam, va ser la llar de la família de Hackett en un primer moment, i més tard de la Kirwans després de la liquidació de Cromwell. Moltes escenes de la pel·lícula el 1969 Alfred the Great van ser filmades als voltants de Castlehackett i Knockma.

## Persones
en ordre cronològic:
- Hugh O'Hession, (Aodh Ua Oisin) - En primer arquebisbe de Tuam
- Sir Gerard Lally, un jacobita irlandès i oficial de l'exèrcit francès
- John MacHale, arquebisbe de Tuam
- Sir Theobald Burke, 13 de Baronet
- Thomas Henry Burke, Sotssecretari Permanent de l'Oficina d'Irlanda, va ser assassinat durant els assassinats Phoenix Park
- August Nicholas Burke, artista
- W. Richard "Dick" Dowling, Comandant de la Guerra Civil
- Mark F. Ryan, autor i nacionalistes
- Peter Maher, boxejador de pes pesant campió
- Robert Malachy Burke, cristià socialista, més conegut com a Bobby Burke.
- Jack Mangan, irlandesa futbolista
- Sean Purcell, irlandesa futbolista
- Frank Stockwell, irlandesa futbolista
- Tom Murphy, dramaturg i dramaturg
- Mark Killilea, Jr, polític Fianna Fáil,
- Mike Cooley, activista sindical
- Finian McGrath, polític independent
- Paddy McHugh, polític independent
- Brian Tałty, irlandesa futbolista
- Blaze X, banda de Punk
- The Saw Doctors. La carretera N17 és, de fet, passen per la ciutat, com la seva famosa cançó "N17", suggereix.
- Paul Cunniffe, Cantautor, músic
- Jarlath Fallon, irlandesa futbolista
- Noelia McDonnell, Cantautor, músic